# Антоненко, Михаил Васильевич
Михаил Васильевич Антоненко (5 ноября 1910, Курень — 29 августа 1983, Москва) — советский военный деятель, генерал-лейтенант артиллерии (1958 год).

## Начальная биография
Родился 5 ноября 1910 года в селе Курень (ныне в Бахмачском районе Черниговской области).

## Военная служба

### Довоенное время
В октябре 1930 года был призван в ряды РККА и направлен красноармейцем в 129-й зенитный артиллерийский дивизион (Украинский военный округ). В 1931 году окончил школу младшего начальствующего состава, а в 1932 году вступил в ряды ВКП(б).
После окончания Севастопольской школы зенитной артиллерии с сентября 1934 года служил в 85-м артиллерийском полку (Московский военный округ) на должностях командира взвода и командира батареи.
С декабря 1936 года Антоненко принимал участие в ходе Гражданской войны в Испании, а после возвращения в октябре 1937 года вновь командовал батареей в составе 85-го артиллерийского полка.
В декабре 1937 года был направлен на учёбу в Артиллерийскую академию имени Ф. Э. Дзержинского, после окончания которой в мае 1941 года был назначен на должность командира 383-го отдельного зенитного артиллерийского дивизиона ПВО в составе Одесского военного округа.

### Великая Отечественная война
С началом войны дивизион под командованием Антоненко вел боевые действия в составе 9-й армии Южного фронта.
В марте 1942 года был назначен на должность командира 1079-го зенитного артиллерийского полка в составе Сталинградского корпусного района ПВО, в сентябре того года — на должность командующего Саратово-Балашовским дивизионным районом ПВО, который осуществлял оборону с воздуха Саратова, мостов и переправ через Волгу, армейских складов, баз снабжения в районах Саратова, Балашова, Ртищево и Камышина, железнодорожных узлов, станций и перегонов в границах района. С 12 по 27 июня 1943 года корпус под командованием Антоненко отразил интенсивные 9 налётов бомбардировочной авиации противника на военно-промышленные объекты Саратова.
В апреле 1944 года дивизионный район ПВО под командованием Антоненко был преобразован в 5-й корпус ПВО со штабом в Саратове. В июле того же года корпус был передислоцирован в район Люблина для противовоздушной обороны переправ через Одер, а также коммуникаций, складов и баз действующих фронтов. В августе корпус был включён в состав Северного фронта ПВО, а в январе 1945 года — в состав Западного фронта ПВО, после чего прикрывал объекты в полосе 1-го Белорусского фронта и принимал участие в ходе Варшавско-Познанской, Восточно-Померанской и Берлинской наступательных операций. Во время боевых действий полковник Михаил Васильевич Антоненко показал себя мужественным и храбрым командиром, за что ему было присвоено воинское звание «генерал-майор артиллерии», а также был награждён орденом Кутузова 2 степени.

### Послевоенная карьера
После окончания войны в июне 1946 года Антоненко был назначен на должность командира 52-й зенитно-артиллерийской дивизии.
В январе 1947 года был направлен на учёбу в Высшую военную академию имени К. Е. Ворошилова, после окончания которой в феврале 1949 года был назначен на должность заместителя начальника отдела ПВО Главного оперативного управления Генштаба ВС СССР, однако в мае того же года был освобождён от должности и откомандирован в распоряжение Главного управления кадров ВС СССР и в июне того же года был назначен на должность командующего войсками Забайкальского района ПВО.
В декабре 1953 года был назначен на должность заместителя генерал-инспектора, в июне 1954 года — на должность генерал-инспектора зенитной артиллерии специальных войск Инспекции ПВО страны, в марте 1955 года — на должность генерал-инспектора Инспекции зенитной артиллерии, а в октябре 1958 года — на должность генерального инспектора зенитной артиллерии и зенитно-реактивных войск Инспекции ПВО Группы генеральных инспекторов Министерства обороны СССР.
Генерал-лейтенант артиллерии Михаил Васильевич Антоненко в ноябре 1971 года вышел в запас. Умер 29 августа 1983 года в Москве.

## Награды
- Орден Ленина;
- Четыре ордена Красного Знамени;
- Орден Кутузова 2 степени;
- Два ордена Красной Звезды;
- Медали.